# HD 68988
HD 68988 es una estrella en la constelación septentrional de la Osa Mayor. Su nombre propio es Násti, que significa estrella en el idioma sami septentrional. El nombre fue seleccionado por Noruega en la campaña NameExoWorlds durante el centenario de la UAI. HD 68988 es demasiado tenue para ser observada a simple vista, con una magnitud visual aparente de 8.20. La estrella se encuentra a una distancia de 197 años luz del Sol, basándose en su paralaje. Se acerca a una velocidad radial de −69 km/s y se predice que se acercará hasta 78 años luz en 617 000 años.
La clasificación estelar de HD 68988 se ha dado como G0V, G2V, y G2IV. La edad de esta estrella se estimó en seis mil millones de años en 2002, pero posteriormente se redujo a mil millones de años en 2015. Rota lentamente y presenta inactividad cromosférica. La estrella tiene un 16 % más de masa que el Sol y un radio un 8 % mayor, con una alta metalicidad; lo que los astrónomos denominan abundancia de elementos más pesados. Irradia 1.3 veces la luminosidad del Sol desde su fotosfera a una temperatura efectiva de 5919 K.

## Sistema planetario
Hay dos exoplanetas: HD 68988 b fue descubierto en 2002 y HD 68988 c fue descubierto en 2006. La órbita del exoplaneta interior es sorprendentemente excéntrica para una órbita tan cercana, y con el tiempo puede volverse circularizada, aunque los parámetros orbitales se revisaron significativamente en 2021, lo que resultó en una órbita más amplia.
| Planeta   | Masa             | Semieje mayor (UA) | Periodo orbital (días) | Excentricidad     | Inclinación | Radio |
| --------- | ---------------- | ------------------ | ---------------------- | ----------------- | ----------- | ----- |
| b / Albmi | >1.86 ± 0.16 MJ  | 0.0704 ± 0.0041    | 6.27711 ± 0.00021      | 0.1249 ± 0.0087   | ?           | ?     |
| c         | 15.0+2.8 −1.5 MJ | 13.2+5.3 −2.0      | 16100+11000 −3500      | 0.45+0.130 −0.081 | ?           | ?     |